# Pseudopsodos pamphilata
Pseudopsodos pamphilata är en fjärilsart som beskrevs av W. Warren 1905. Pseudopsodos pamphilata ingår i släktet Pseudopsodos och familjen mätare. Inga underarter finns listade.